# Angolo Terme
Angolo Terme is een gemeente in de Italiaanse provincie Brescia (regio Lombardije) en telt 2597 inwoners (31-12-2004). De oppervlakte bedraagt 30,7 km², de bevolkingsdichtheid is 84 inwoners per km².

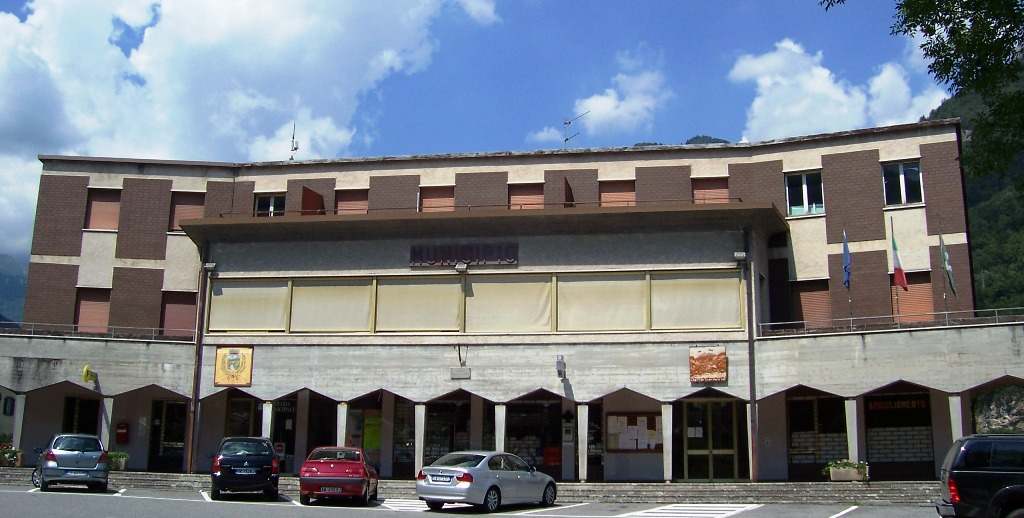
Gemeentehuis
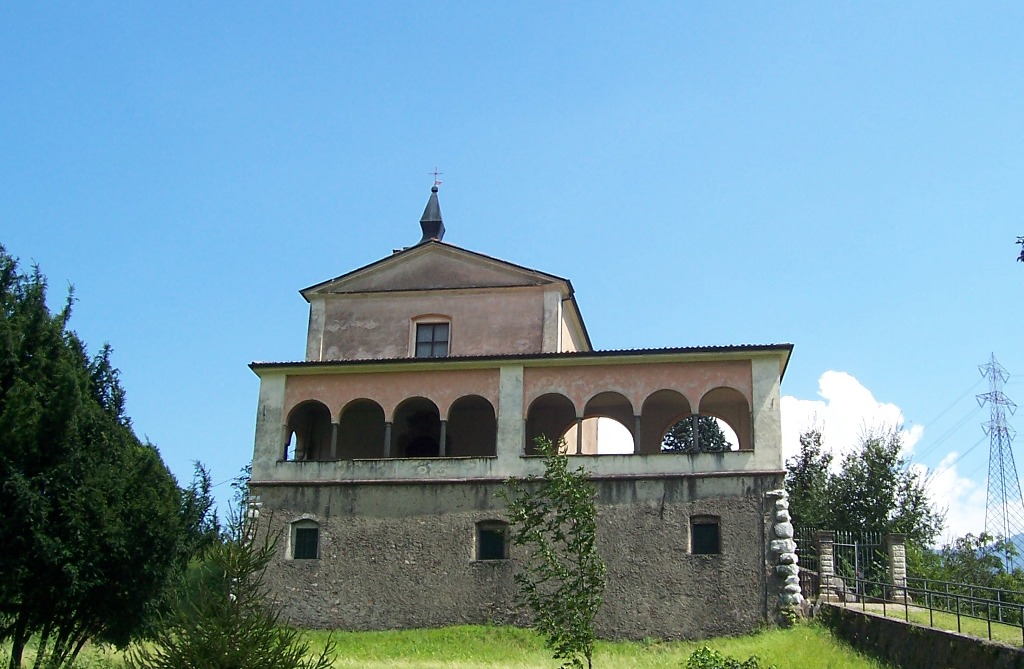
Kerk

## Demografie
Angolo Terme telt ongeveer 1066 huishoudens. Het aantal inwoners steeg in de periode 1991-2001 met ..% volgens cijfers uit de tienjaarlijkse volkstellingen van ISTAT.
| Jaar | Inwoneraantal |
| ---- | ------------- |
| 1991 | 2507          |
| 2001 | 2508          |

## Geografie
De gemeente ligt op ongeveer 426 m boven zeeniveau.
Angolo Terme grenst aan de volgende gemeenten: Azzone (BG), Borno, Castione della Presolana (BG), Colere (BG), Darfo Boario Terme, Piancogno, Rogno (BG).